# Herz-Jesu-Heim

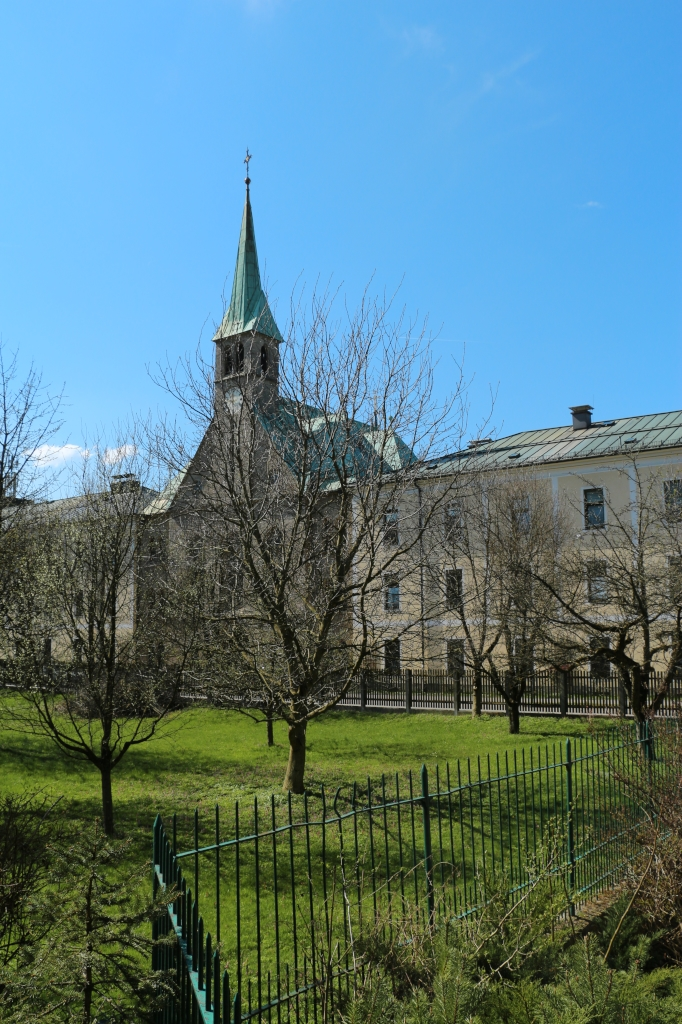
Herz-Jesu-Heim mit Herz-Jesu-Asylkirche

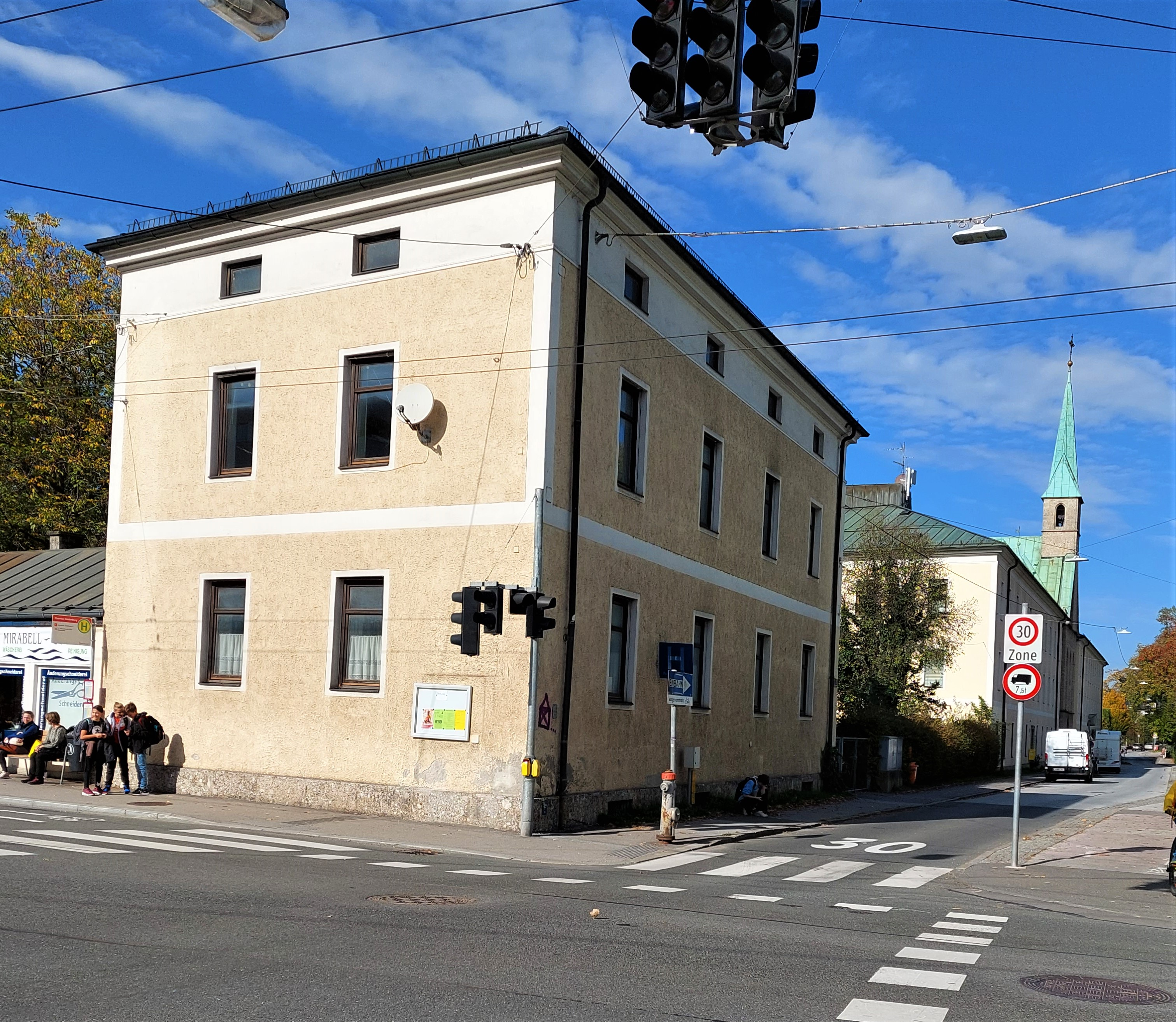
Waschhaus (heute Hübnergasse 1)

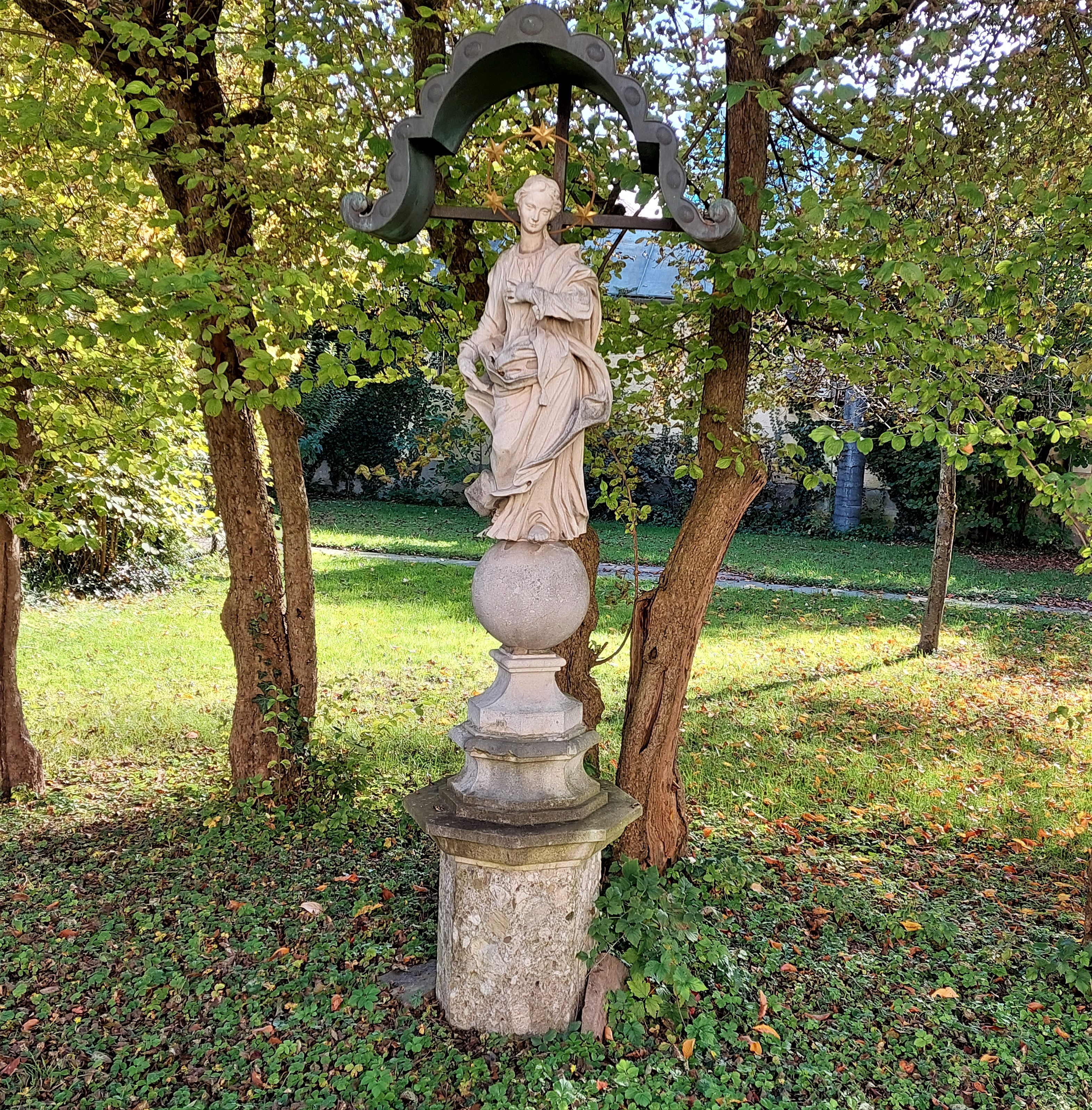
Maria Immaculata im Garten des Herz-Jesu-Heims

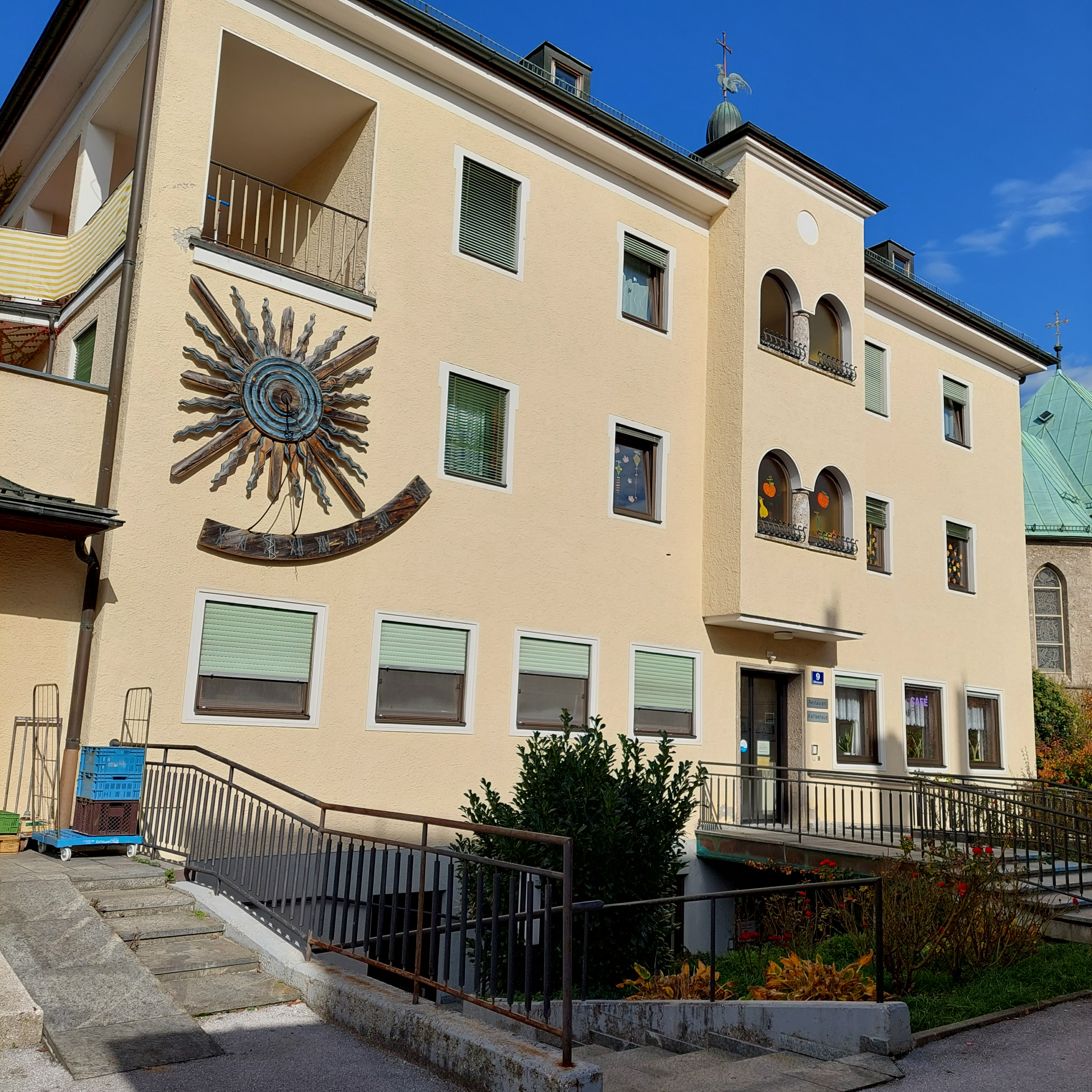
Herz-Jesu-Heim

Das Herz-Jesu-Heim (früher Herz-Jesu-Asyl) steht an der Hübnergasse 3–7 im Salzburger Stadtteil Riedenburg. Im Gebäudeverband steht die Herz-Jesu-Asylkirche. Das Wohngebäude steht unter Denkmalschutz (Listeneintrag).

## Geschichte
Mit Hofkammerdekret vom 5. März 1765 erhielt der Kaufmann Franz Fuchs aus Prag auf der hochfürstlichen Frei einen 60 Klafter langen und 50 Klafter breiten „Einfang“ (= Grundstück zur Bewirtschaftung) nächst dem der Stadt gehörigen Wäscherhäusl, später Almwirtshaus, heute "Osteria Cavalli" (Leopoldskronstraße 1) zur Erbauung eines Wohnhauses, einer Leinwandmange, einer Secht-Kesselstatt u. a. m. als magistratisches Erbrecht. Fuchs hatte die Absicht, dort eine Bleiche nach holländischer Art zu errichten. Dieser Plan kam nicht zustande, vielleicht weil er den Ort außerhalb der Bleichzeit den Maxglanern als Viehweide hätte überlassen sollen. Fuchs verkaufte deshalb noch im gleichen Jahre diesen Grund an Johann Georg Lindner, Weingastgeb bei der grünen Linde, auch Hornerwirt genannt, und dessen Frau M. Johanna Wißberger, denen kurz vorher ein anstoßender Freiort als hofurbares Erbrecht verliehen worden war, um 450 fl. Weitere Besitzer waren 1785 Johann Heilmayr, landschaftlicher Proviantbäcker, und 1788 Gertraud Hinterstoißer, Klostermüllnerin in Mülln.
1789 erwarb der Salzburger Domherr Anton Willibald Graf Waldburg-Wolfegg die Gründe, um hier seine Ideen von der Gartenkunst, die er sich auf seinen über ganz Europa ausgedehnten Reisen gebildet hatte, zu verwirklichen. Er vergrößerte den Besitz, erbaute zwei Gartenhäuser und 1803 das noch stehende Wächterhäuschen (Koch-Sternfeld Gasse 2). Es wird gesagt, „er schuf sich hier ein wahres Tuskulum.“ Ein Reisender schrieb darüber 1800:

„Der Garten ist reinlich, mit Geschmack angelegt und enthält viele gut kultivierte exotische Gewächse und Bäume. Schade nur, daß zu viele Gebäude und andere Gegenstände auf dieses Viereck zusammengedrängt sind, wodurch das Ganze einer Musterkarte nicht unähnlich wird.“

Mit seiner Freude an der Natur verband Graf Wolfegg auch einen Wohltätigkeitssinn, da er hier eine Vielzahl heimischer Gewerbeleute beschäftigen konnte. In höherem Alter und nach der Säkularisation lebte er in größter Einfachheit, um für die Armen mehr zu erübrigen. Seinen Garten mit den Gebäuden schenkte er 1815 dem städtischen Armenfonds mit dem Vorbehalt des weiteren Genusses. 1817 verkaufte er seinen Garten im Einvernehmen mit der Armenkommission an Susanna Weizner, geb. Späth. Ihr Nachfolger im Besitz war der Domkapitular Ignaz Schumann von Mannsegg, der ihn 1840 um 3000 fl kaufte und der auf den Vorsaal des Sommerhauses einen Aufbau setzte. 1850 folgte Anton Michael Hornung, Professor an der Salzburger Medizinisch-chirurgischen Lehranstalt, um hier eine private Augenklinik zu errichten. 1859 erwarb Georg Oberfrinninger die Anwesen um 15.000 fl. Es folgten 1860 Freiherr Richard von Laffert und seine Frau Pauline für einen Kaufpreis von 25.000 fl und 1868 deren Kinder Richard und Pauline.
1872 erwarben die Barmherzigen Schwestern (Töchter der Christlichen Liebe) vom hl. Vinzenz von Paul das Areal. In dem Garten wurde auch die feingliederige Statue einer Maria Immaculata aufgestellt, die ursprünglich zu einem Brunnen gehörte, der vor Mozarts Geburtshaus als Fischbrunnen durch Erzbischof Wolf Dietrich von Raitenau errichtet worden war. 1873 wurde dieser Brunnen abgetragen und die Statue im Garten des sog. Asyls aufgestellt. 1874 ließen die Barmherzigen Schwestern auf der Südseite einen Neubau errichten, in dem ein Pensionat für alte Leute eingerichtet wurde. Die nach Plänen von Dombaumeister Friedrich von Schmidt und Vinzenz Rauscher jun. sowie Baumeister Vinzenz Rauscher sen. erbaute neugotische und in das Ensemble eingepasste Herz-Jesu-Asylkirche wurde am 3. November 1878 eingeweiht. Der Nordtrakt wurde 1886 gebaut. Die Gebäude wurden 1941 von der Gestapo beschlagnahmt und kamen 1942 an das Reichsfinanzministerium, Region Salzburg. 1948 wurden sie zurückgestellt.
In die Gartenmauer des Grundstückes Hübnergasse 3–7 an der Neutorstraße wurde 1953 eine ebenerdige Geschäftszeile mit den Nummern Neutorstraße 32 A-K eingebaut.
Seit 1998 bietet das Herz-Jesu-Heim eine christlich ausgerichtete Kinderbetreuung in zwei alterserweiterten Kinder- und zwei Krabbelgruppen an.
Im März 2023 wurde die Schließung des Herz-Jesu-Heimes als Seniorenwohn- und Pflegeheim mitgeteilt. Im September 2023 wurde die Nutzung als Flüchtlingsheim begonnen.